# Bah
Bah é uma cidade e um município no distrito de Agra, no estado indiano de Uttar Pradesh.

## Geografia
Bah está localizada a 26° 52′ N, 78° 36′ L. Tem uma altitude média de 147 metros (482 pés).

## Demografia
Segundo o censo de 2001, Bah tinha uma população de 14,593 habitantes. Os indivíduos do sexo masculino constituem 53% da população e os do sexo feminino 47%. Bah tem uma taxa de literacia de 65%, superior à média nacional de 59.5%; com 59% para o sexo masculino e 41% para o sexo feminino. 15% da população está abaixo dos 6 anos de idade.